# 王国周
王国周（1919年—2008年2月25日），男，直隶（今河北）玉田人，中国钢结构专家，曾任清华大学教授、博士生导师。